# Image (dataopslag)
Een image of schijfkopie is een computerbestand waarin een exacte kopie van een opslagmedium, zoals een harde schijf, een cd of een dvd, is opgeslagen. Het bevat alle informatie die nodig is om de structuur en gegevens van het medium opnieuw te construeren, zoals de bestanden, de bestandsstructuur en meta-informatie. Een image verschilt hierin met een gewone back-up waarbij alleen de bestanden worden overgenomen. Het bewaren van de structuur en integriteit van de gegevens is bij een image meer verzekerd.

## Image van harde schijf
Het maken van een image van een harde schijf is vaak bedoeld als een vorm van back-up. Een image-bestand fungeert dan als veiligheidskopie voor het geval de originele gegevens op de harde schijf verloren of verminkt raken. Het terugzetten van een image-bestand gaat vaak veel sneller dan het terugzetten van een "normaal" back-upbestand.

## Image van cd of dvd
Een cd-image (of dvd-image) is een bestand met exact de gegevens zoals deze ook op de cd of dvd aanwezig zouden zijn. Zo'n bestand heeft vaak de .iso bestandsextensie. Dergelijke .iso bestanden worden vaak gebruikt vanuit het oogpunt van distributie. Een image-bestand kan dan bijvoorbeeld van internet gedownload worden en vervolgens met geschikte brandsoftware op een cd of dvd gebrand worden.

Omgekeerd is het met bepaalde software ook mogelijk van een cd of dvd een .iso-bestand te maken. Zo'n .iso-bestand kan vervolgens weer gemakkelijk via internet gedistribueerd worden. Ook kan zo'n .iso-bestand gebruikt worden voor cd-emulatie (zie onderstaand). Een image kan tot slot ook gebruikt worden om de beveiliging op een cd te omzeilen. Door een image te maken wordt ook de beveiliging meegekopieerd. Als de image dan op een cd gebrand wordt, zal de computer deze aanvaarden als de originele cd-rom.
Overigens bestaan er ook nog andere image-formats met bestandsextensies zoals o.a. .nrg en .img. Daarbij is het zaak te zorgen voor passende (brand)software want lang niet altijd worden images ondersteund en al helemaal niet alle image-formats.

## Cd-emulatie
Als je een virtuele cd-rom hebt geïnstalleerd, kun je je computer wijs maken dat een image echt een cd is en in een cd-romspeler zit. Een voorbeeld van software die dit kan verwezenlijken, is DAEMON Tools. Het emuleren van een cd-drive heeft als grote voordeel dat er, in tegenstelling tot bij een cd/dvd, geen sprake is van toegangstijden en dit dus veel sneller werkt. Verder kan de inhoud van vele cd's/dvd's tezelfdertijd online zijn zonder dat er vele cd/dvd-drives nodig zijn.